# August Brömse

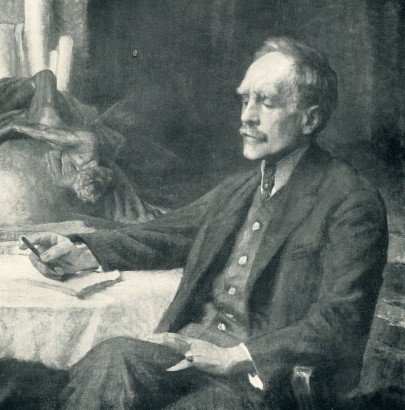
August Brömse

 August Brömse  (* 2. September 1873 in Franzensbad; † 7. November 1925 in Prag) war ein deutsch-böhmischer Radierer und Maler.

## Leben und Werk
Sein Vater Karl Johann Brömse war Dekorationsmaler und Mecklenburger, in Rostock geboren. Nach einer Lehre als Dekorationsmaler in der Werkstatt des Vaters erhielt er 1891/1892 Zeichen- und Malunterricht an der Privatschule Schlabitz in Berlin. Anschließend besuchte er bis 1898 die Berliner Kunstakademie und studierte hier hauptsächlich unter Woldemar Friedrich, Christian Ludwig Bokelmann und dem Tiermaler Paul Friedrich Meyerheim. Brömse absolvierte ein Anatomiestudium bei Rudolf Virchow. Er fühlte sich aber bald zu den graphischen Künsten hingezogen und erhielt vom Kupferstecher Louis Jacoby im Kupferstich und in der Radierung private Unterweisung.
Von Berlin ging er in die Heimat zurück und lebte hier mehrere Jahre. In dieser Zeit entstand in den Jahren 1902 bis 1903 sein erster großer Radierungszyklus „Der Tod und das Mädchen“ in 14 Blättern, der im Palais du Travail in Paris 1906 die goldene Medaille erhielt. Dieser Zyklus wurde vom königlichen Kupferstichkabinett in Berlin und von den Modernen Galerien in Wien und Prag angekauft.
Nach dem Studium wurde er als freischaffender Künstler zunächst in Berlin, dann in Franzensbad mit Atelier in Eger tätig. Im Jahr 1906 übersiedelte er nach Prag und arbeitete dort ebenfalls als freischaffender Künstler mit großem Erfolg. Hier entstand von 1906 bis 1908 in Pausen ein zweiter Zyklus von zehn Blättern: „Das ganze Sein ist flammend Leid“. Im Jahre 1907 begann er mit der farbigen Radierung und hat in diesem und dem folgenden Jahr die Blätter des ersten Zyklus zu farbigen Blättern umgestaltet. Aus den letzten Jahren datieren auch zahlreiche Versuche der Malerei in einer von ihm selbst hergestellten Farbe. Verschiedene von diesen Bildern wurden ausgestellt und zwei davon, „Ein Lebenstag“ und „Schloßherr und Hausgeist“, von der Modernen Galerie in Prag angekauft. Im gleichen Jahr wurde er zum ordentlichen Mitglied der Gesellschaft zur Förderung der Wissenschaft und Kunst in Prag ernannt und 1910 erfolgte die Berufung zum ordentlichen Professor an der Akademie der Bildenden Künste in Prag. Ebenfalls 1910 heiratete er die Konzertsängerin Else Schünemann. Ihr Sohn ist der Musikwissenschaftler und Musikpädagoge Peter Brömse. 
Junge Künstler aus Brömses Umkreis gründeten 1919 die Künstlergruppe „Die Pilger“, deren geistiger Führer er wurde. Bedeutende Mitglieder waren abgesehen von seinen Schülern Josef Hegenbarth, Emil Helzel und Leo Sternhell auch Mary Duras und Maxim Kopf. Nach Brömses Tod ging aus dieser Künstlergruppe die Prager Secession hervor.

## Ausstellungen
- 1902 Große Berliner Kunstausstellung
- 1903 Ausstellungen in Berlin, Wien (Sezession) und Paris
- 1904 in Dresden, Berlin und im Glaspalast in München,
- 1905 Ausstellungen in Prag, München und Karlsbad.
- 1906 erhält Brömse die große goldene Medaille bei der internationalen Kunstausstellung in Paris im Palais du Travail.
- 1907 und 1908 in Prag beim Verein deutscher Künstler in Böhmen
- 1909 Zehnte Internationale Kunstausstellung in München
- 1910 Kunstsalon Arnold, Sonderausstellung für Brömse und Katharina Schäffner in Dresden
- 1911 Österreichischer Pavillon in der Internationalen Kunstausstellung in Rom
- 1914 Ausstellung des Deutsch-Böhmischen Künstlerbundes in Prag
- 1917 Kunstsalon Halm & Goldmann in Wien
- 1922 Sonderausstellung für August Brömse in Prag
- 1923 Ausstellung des Pilger-Kreises
- 1925 zusammen mit Werken von Wenzel Hablik im Rudolfinum in Prag